# Castelul Český Krumlov

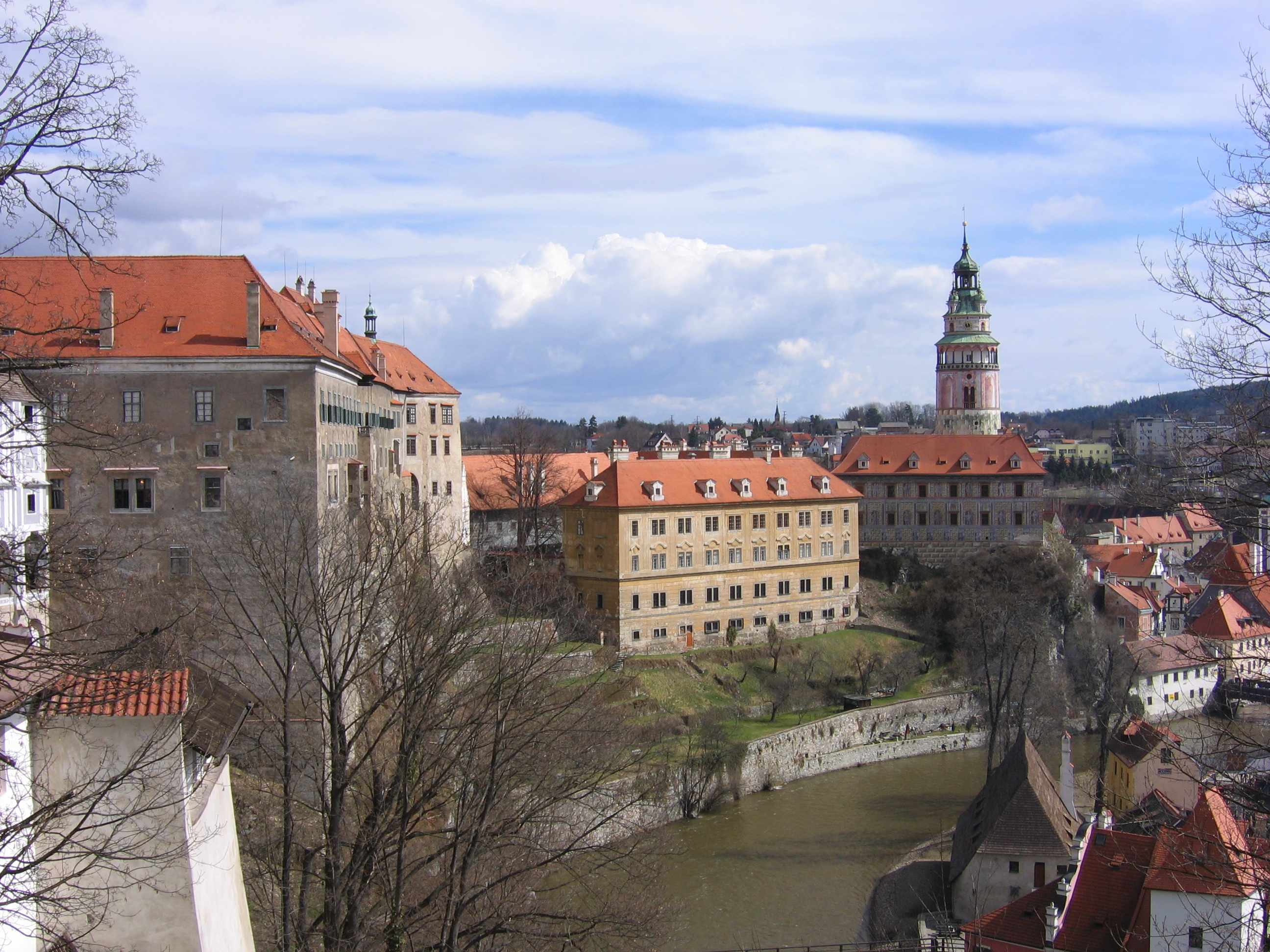
Castelul Český Krumlov

Castelul Český Krumlov (în germană Schloss Krumau) este situat în orașul Český Krumlov (în germană Krumau) din Republica Cehă. El datează din anul 1240, atunci când primul castel a fost construit de către familia Witigonen, ramura principală a puternicei familii Rosenberg. 

## Istoric
Prin secolul al XVII-lea familia Rosenberg s-a stins și stăpânirea domeniului Krumau i-a fost acordată lui Hans Ulrich von Eggenberg de către împăratul Ferdinand al II-lea, iar Eggenberg a fost numit Duce de Krumau. După moartea fiului lui Hans Ulrich, Johann Anton I von Eggenberg, castelul a fost administrat în perioada 1649-1664 de către văduva sa, Anna Maria. 
Unul dintre cei doi fii ai ei, Johann Christian I von Eggenberg, a fost responsabil cu renovările în stil baroc și extinderea castelului, inclusiv teatrul castelului numit astăzi Teatrul Eggenberg. Atunci când linia bărbătească a familiei Eggenberg s-a stins în 1717, castelul și ducatul au trecut în posesia familiei Schwarzenberg. În 1947, proprietățile familiei Schwarzenberg, inclusiv Český Krumlov, au fost naționalizate și transferate în proprietăți provinciale cehe, iar în 1950 au devenit proprietatea Statului Cehoslovac. Întreaga zonă a fost declarată monument național în anul 1989, iar în 1992 a fost inclusă pe lista patrimoniului mondial al UNESCO.
Castelul adăpostește Teatrul Baroc Český Krumlov, care este situat în cea de-a cincea curte interioară a castelului. Acesta este unul din cele mai complet conservate teatre baroce din lume și conține clădirea teatrului original, auditorium-ul, orchestra, scena, tehnologia scenei, mașinării, culisele (separate de draperiile scenei), librete, costume etc.